# Kočičí jazýčky
Kočičí jazýčky je čokoládová cukrovinka připomínající tvarem kočičí jazyk. Historie této cukrovinky sahá až do 19. století, kdy bylo možné vyrábět čokoládu v tuhé formě.
Od roku 1892 je například vyráběla ve Vídni firma Küfferle. Jazýčky byly v období 20. a 30. let 20. století v Československu velmi oblíbené. Pro největšího výrobce Orion je popularizoval výtvarník Zdeněk Rykr.